# Fuga da Atlantide
Fuga da Atlantide est une attraction aquatique située dans le parc italien Gardaland. L'attraction porte sur le thème de l'Atlantide.

## Historique
La construction sur le site de 10 000 m2 de l'attraction commence en octobre 2002. L'attraction de type SuperSplash, fournie par le constructeur suisse Intamin, est pensée et décorée par un des directeurs artistiques du parc, Claudio Mazzoli en collaboration avec les studios AB. Avec une capacité horaire de 1 800 personnes, l'attraction est inaugurée officiellement le 27 juin 2003.

## Description

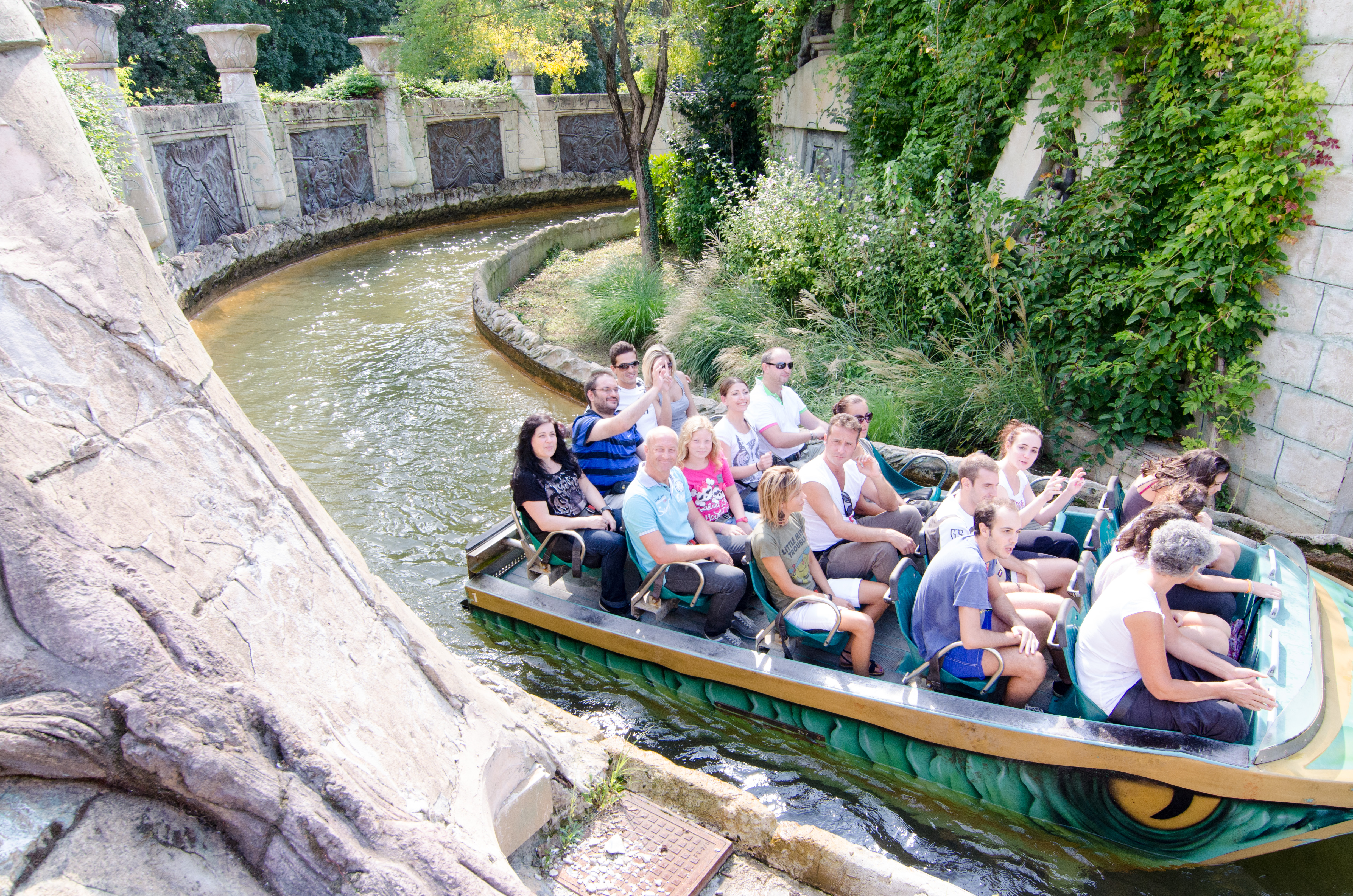
Une embarcation

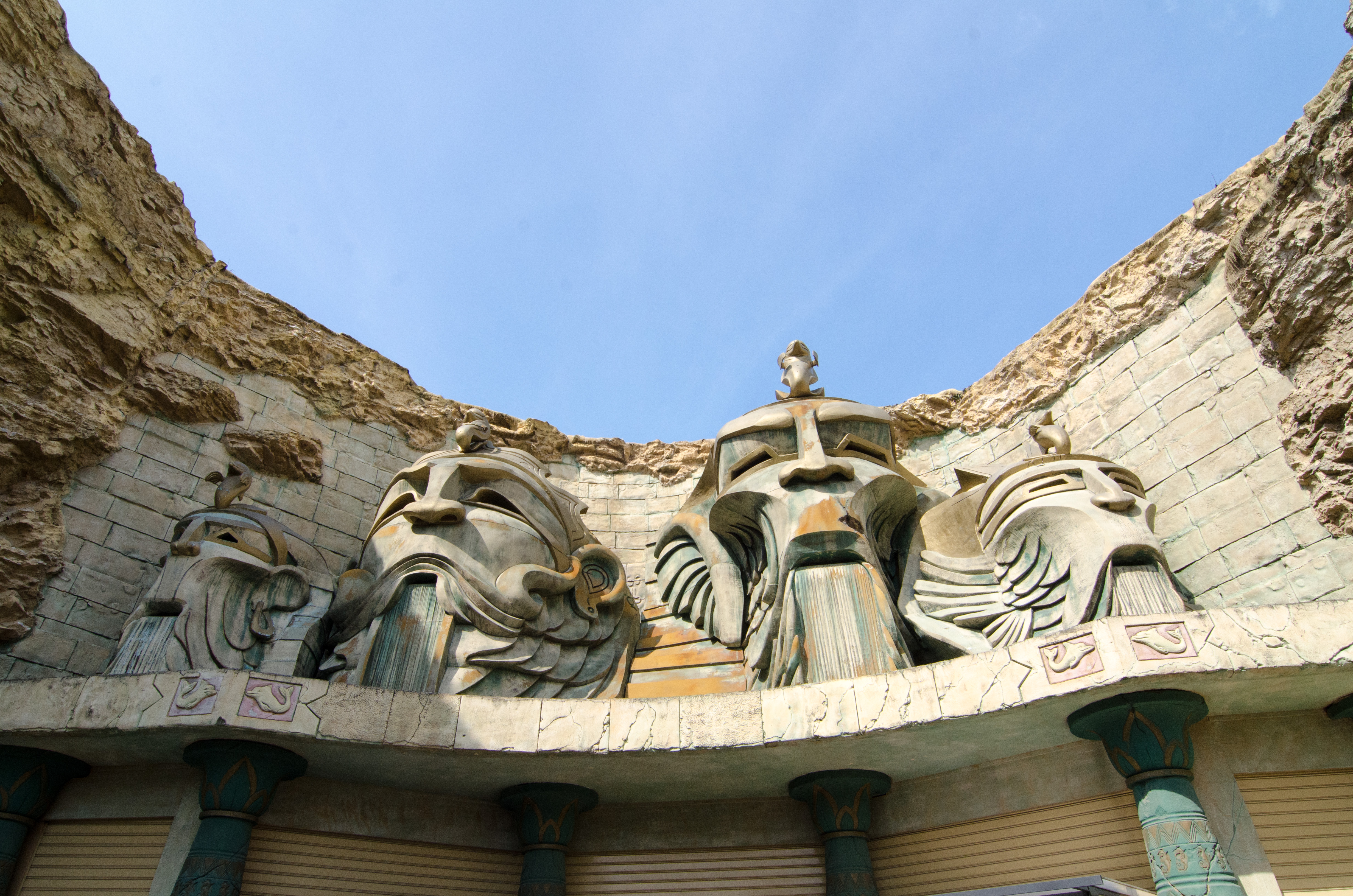

Les visiteurs prennent place à bord de l'un des dix bateaux de 20 places. La particularité de ce SuperSplash est qu'il combine une partie sur rails comme c'est le cas par exemple sur les montagnes russes aquatiques. Le bateau commence le parcours sur le lift à câble de 12 mètres de haut dont l'angle représente 35°. Une fois arrivé au sommet, le bateau monté sur roues suit le rail pour effectuer un virage à 180° sur la gauche, le mettant face à la première descente de 10 mètres. La chute du bateau dans le bassin de 5 000 m3 est accompagnée d'une gerbe d'eau imposante. Le bateau quitte alors le rail pour continuer à avancer dans un canal.
La suite du parcours entraîne les visiteurs dans une grotte brumeuse dans laquelle ils découvrent l'animatronique d'un dragon-serpent. Une fois ressorti de cette tanière, le bateau entame la deuxième montée, haute de 15 mètres cette fois-ci. Comme précédemment, le bateau parcourt la section de rail en virage qui lui permet d'atteindre la deuxième chute. Le bateau effectue alors la deuxième descente de 15 mètres, atterrissant une nouvelle fois dans le lac. Après un long tronçon, le bateau effectue un dernier grand virage à 180° vers la gauche pour retrouver la gare.
La décoration de l'attraction est colossale et reprend plusieurs éléments architecturaux et symboliques de la mythologie. Ainsi, une immense statue de Neptune de 13 mètres de haut prend place au milieu de l'attraction. Tout autour de la zone, de nombreuses autres sculptures présentent des personnages mi-homme, mi-monstres marins. 
Une terrasse panoramique est aménagée, permettant aux visiteurs de profiter de plusieurs points de vue de choix sur l'attraction.